# Johan Peter Rottler
Johan Peter Rottler est un missionnaire et botaniste français, né en 1749 à Strasbourg et mort en 1836 à Madras.

## Biographie
Après des études à l’université de Strasbourg, il est ordonné par l’évêque de Zélande en 1775. Il part pour l’Inde et atteint Tharangambadi le 15 août 1776. Il étudie le tamoul et donne son premier sermon dans cette langue dès l’année suivante. Rottler vit soixante ans en Inde d’abord à Tharangambadi, puis à Tanjore et enfin à Madras. Il récolte des plantes durant ses nombreux déplacements qu’il envoie à divers spécialistes européens comme Johann Christian Daniel von Schreber (1739-1810) d’Erlangen, Carl Ludwig Willdenow (1765-1812) de Berlin, William Roxburgh (1759-1815) de Calcutta et Martin Hendriksen Vahl (1749-1805) de Copenhague.